# Aachener Straße 218 (Mönchengladbach)

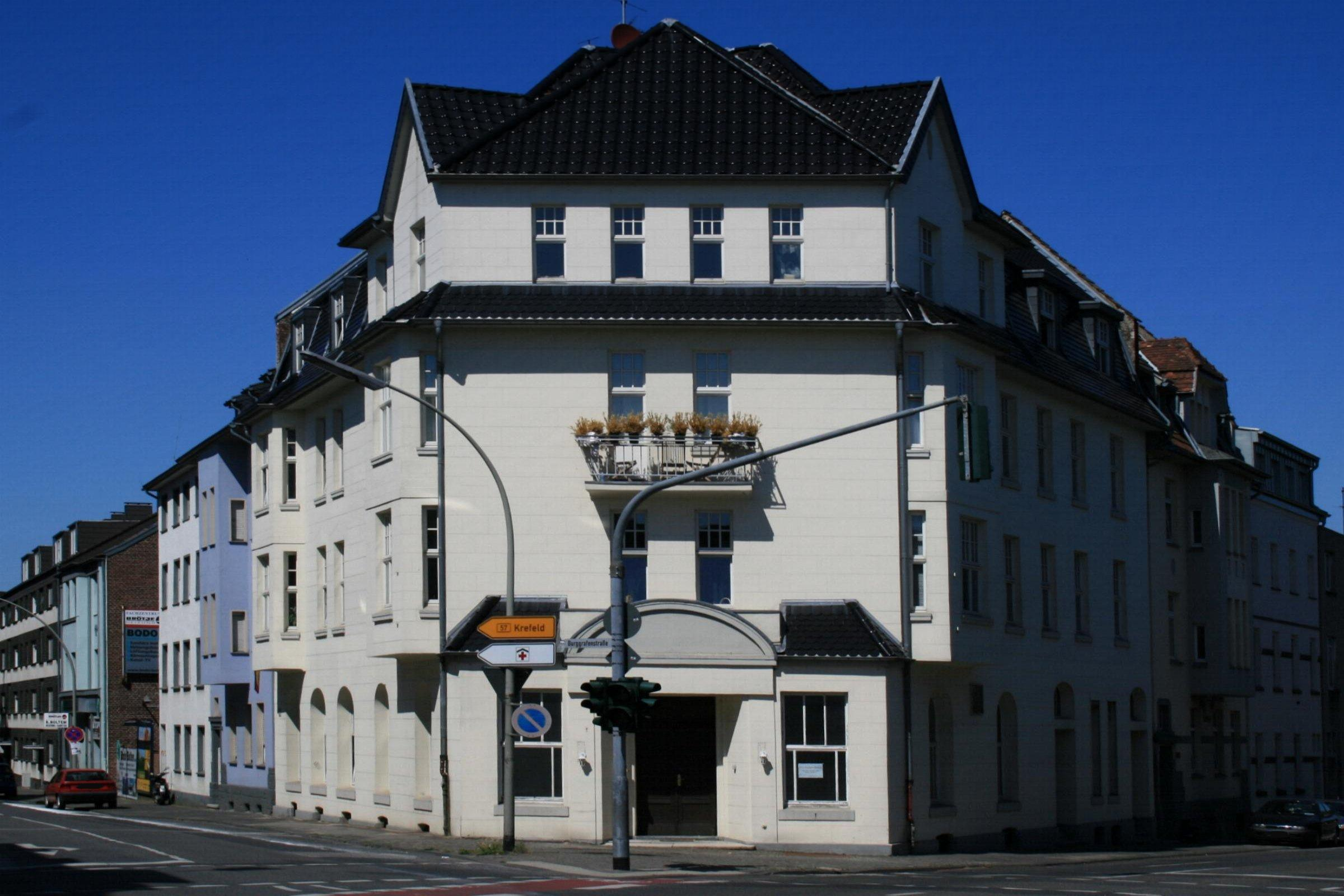
Wohngeschäftshaus Aachener Straße 218 (2010)

Das Wohngeschäftshaus Aachener Straße 218  steht in Mönchengladbach (Nordrhein-Westfalen) im Stadtteil Westend. Es wurde 1911 erbaut. Das Haus ist unter Nr. A 003 am 4. Dezember 1984 in die Denkmalliste der Stadt Mönchengladbach eingetragen worden.

## Architektur
Es handelt sich um ein dreigeschossiges Eckgebäude unter voluminös ausgebildetem Mansarddach mit weit vorkragenden Traufgesimsen. Fassadenausführungen im gleich schlichten, versachlichten Formenkanon der Reformarchitektur, aber in jeweils variierenden Details. Durchgängige Strukturierung aller Fassadenflächen durch eine Natursteinimitation in zurückhaltender Putzquaderung. Die Ecklage wird betont durch eine breit ausgebildete Stirnfront mit mittelaxialer Akzentuierung – breiter Hauseingang, jeweils zwei paarweise angeordnete Hochrechteckfenster mit Balkonen – und erdgeschossigem Vorbau, dessen zwei Satteldächer den Balkon des ersten Obergeschosses einfassen.
Die Fläche des ausgebauten Mansarddaches durchbrechen vier in gleichen Abständen aufgereihte schmale Hochrechteckfenster. Die der Aachener Straße zugewandte Fassade zeigt eine asymmetrische Gliederung unter Betonung des linken Fassadenabschnittes mittels zweigeschossigem Kastenerker und übergiebeltem Zwerchhaus, das sich nach rechts ohne Vergiebelung mit Sattel-/Walmdach fortsetzt. Öffnung des Erdgeschosses durch zwei gestelzte Rundbogenfenster und zwei rundbogige Hauszugänge, die zwei paarweise zusammengefasste, schmale Hochrechteckfenster flankieren. Bei regelmäßiger Reihung sind die jeweils vier Fenster der beiden Obergeschosse als glatt in die Wandfläche eingeschnittene Hochrechtecke mit flächigem Verdachungsdreieck ausgeführt.
Die Dachfläche darüber durchbrechen zwei Gauben. Als Hauptschauseite formuliert ist die Fassade zur Burggrafenstraße. Zwei identische Erkerausbildungen in symmetrischer Anordnung dominieren die ansonsten nur durch rhythmisierte Fensterreihung – je zwei paarweise gruppierte und ein einzelnes, von zwei kleinen Fensteröffnungen flankierte Hochrechteckfenster – gegliederte Front. Die Verdachungsornamentik entspricht der der Parallelfront; analog ausgebildet auch die beiden Dachgauben.
Das Gebäude wurde im November 1911 fertiggestellt und als Gastwirtschaft und Wohnhaus genutzt.